# 유니콘을 안고 있는 성모
《유니콘을 안고 있는 성모》(이탈리아어: Fanciulla e l'unicorno, 영어: A Virgin with a Unicorn)는 이탈리아의 바로크 화가 도메니키노가 1604년에서 1605년 사이 쯤에 완성한 프레스코화이다. 현재 로마의 파르네세궁에 소장되어 있다.

## 설명
《유니콘을 안고 있는 성모》는 안니발레 카라치의 지도 하에 갤러리아 파르네세의 장식을 위해 제작되었는데, 카라치는 이 작품이 완성된 지 4년 후 사망했다. 이 프레스코화는 카라치의 미술관인 갤러리아 파르네세의 입구와 남동쪽 벽 위에 그려졌으며, 그의 아치형 지붕과 천장 프레스코화 중 하나를 구성하고 있다. 이 작품은 카라치의 제자인 도메니키노의 작품이라는 것은 확실하지만 그가 카라치의 도움 없이 혼자 제작했는지는 확실치 않다.
이 프레스코화는 성모와 유니콘 사이의 순결을 우화적으로 표현한 작품이며 유니콘이 처녀의 무릎에서 길들여지는 모습을 묘사했다. 유니콘은 항상 처녀성을 상징하는 것은 아니며 이 경우에는 우화적일 가능성이 높다. 작가는 풍경의 중심이 아닌 숲 가장자리에 성모와 유니콘을 둠으로써 두 피사체의 수줍음을 밝은 색으로 강조했다. 이 작품의 온화한 분위기는 카라치의 갤러리아 파르네세의 잔인한 풍경 그림과 대조를 이룬다.
《유니콘을 안고 있는 성모》는 이 작품이 제작되기 약 80년 전에 사망한 교황 알렉산더 6세와 그의 정부 줄리아 파르네세 사이의 논란과 관련이 있는데, 두 사람의 관계를 우화적으로 표현한 것으로 추정된다.